# Ramón Poch Torres
Ramón Poch Torres (Barcelona, 4 de septiembre de 1935-21 de marzo de 2020) fue un economista y jurista español, miembro de la Real Academia de Ciencias Económicas y Financieras y de la Reial Acadèmia de Doctors de Cataluña.

## Biografía
Nacido en la izquierda del Ensanche de Barcelona el 4 de septiembre de 1935, sus padres Ramón y Encarnació tuvieron que sufrir el calvario que supuso la guerra civil española (1936-1939) y la escasez y penuria económica lógicas de la posguerra.
La primera enseñanza la recibió en el colegio de las Escuelas Pías de la calle Diputación de Barcelona. El 15 de septiembre de 1947, con doce años recién cumplidos, realiza las pruebas de ingreso en la Escuela de Comercio de la calle Balmes. La secuencia cronológica de la formación secundaria y universitaria puede resumirse en los estudios que cursó con un marcado espíritu de superación y las fechas en que le fueron otorgados los títulos académicos correspondientes y que se detallan a continuación: Perito Mercantil (22 de octubre de 1952); Profesor Mercantil (18 de junio de 1954); Graduado Social (Escuela Social de Barcelona, el 9 de abril de 1956); Intendente Mercantil (5 de junio de 1956); Censor Jurado de Cuentas (concurso-oposición, el 29 de enero de 1963); Técnico de Publicidad (29 de febrero de 1972); Licenciado en Derecho (4 de enero de 1974); Doctor en Ciencias Económicas y Empresariales (—sobresaliente cum laude—, 12 de enero de 1988) y Doctor en Derecho (—sobresaliente cum laude—, 26 de enero de 1993).
En su vida doméstica hay que destacar que se casó con María Dolors Vilaplana Torra y fue padre de dos hijos (Mª. Dolors y Ramón) y cuatro nietos (Sergi, Marta, Alexandra y Álvaro).

## Trayectoria profesional
Consciente de la importancia de la defensa de los derechos y libertades, la iniciativa privada y el derecho de propiedad que preconiza el neoliberalismo de Adam Smith, Stuart Mill, Popper, Friedman, entre otros intelectuales de la Escuela de Chicago con su lema de estado mínimo quedan matizados por sus ideales cristianos sobre la familia y la prosperidad individual y social al promulgar un humanismo que concilie el desarrollo social con el económico. Considera que la nueva visión económica que ha de emerger debe representar un equilibrio entre el sector público y el privado, legitimando la intervención pública sólo para proteger la base social de la economía.
Políticamente independiente, con amplitud de miras y respeto por las discrepancias, se considera europeísta, porque cree que pensar y apostar por Europa contribuye a consolidar la estabilidad política y económica, la democracia, el respeto de los derechos humanos, la igualdad de oportunidades, la solidaridad, la justicia social y reforzar el estado de derecho. Entiende que sentirse europeo es poner en común lo que nos hace semejantes y al mismo tiempo ciudadanos de nuestro país y de nuestro lugar de nacimiento. Europa ha de ser parte de una esperanza que estamos construyendo entre todos para que retorne la hegemonía europea en un mundo, en que desgraciadamente se está desvaneciendo.
La trayectoria de Ramón Poch, humanista y dispuesto a dar lo mejor de sí a los suyos y a la profesión, se ha caracterizado por su tenacidad e inquietud en un amplio abanico de actividades: docentes, profesionales y empresariales que se resumen en las siguientes:

### Oficina de Justificación de la Difusión (OJD)
En 1964 encabezó, con sus amigos Fontcuberta, Pavía, Jiménez-Eguizábal y Sala, estos últimos fallecidos prematuramente, la idea de crear una institución en España, para el control de difusión de la prensa, siguiendo el modelo de las naciones europeas de nuestro entorno, con más garantía de honestidad y transparencia.
La sociedad se constituyó el 20 de octubre de 1964 con el nombre de Oficina de Justificación de la Difusión, más conocida por su acrónimo de OJD y que durante más de cuarenta años imprimió su sello personal identitario de discreción, el amor por el trabajo bien hecho, la independencia y el rigor en los ámbitos mediático y publicitario por el prestigio y credibilidad de la difusión de la prensa escrita y de las páginas web de Internet, cuando este medio electrónico hizo su aparición entre los mass-media. Ramón Poch, con su paciente labor e integridad incuestionable, fue el alma y motor de la OJD: Director, Presidente de la Comisión Técnica, Vocal del Comité Ejecutivo y Secretario General del Consejo de Administración, asistiendo en representación de la entidad en actos nacionales y en los internacionales organizados por la IFABC (International Federation of Audit Bureaux of Circulations).
A su jubilación en 2004 la entidad se remodeló cambiando el prestigioso nombre atesorado a lo largo de su existencia por el de INTROL.

### Actividades docentes
Su vocación le llevó desde su juventud a incorporarse en labores docentes. Todavía no había finalizado sus estudios universitarios, cuando el catedrático de Geografía Económica en la Escuela de Altos Estudios Mercantiles de Barcelona, el Dr. Luis Pérez Pardo le propusiera como profesor ayudante interino de su cátedra durante los cursos académicos 1954-55 y 1955-56. En el curso 1956-57 pasó a la de Economía de Empresa, que impartía el Dr. Roberto García Cairó quien sería hasta su fallecimiento acaecido en 2007 su mentor, maestro, socio y amigo inquebrantable. Desde el primer momento se hizo cargo de la asignatura de Organización y Revisión de Contabilidades, nombre que fue evolucionando por el de Censura de Cuentas y finalmente Auditoría Contable, al tiempo que el joven profesor iba ascendiendo peldaños en la carrera docente universitaria, hasta su nombramiento como Profesor Titular de la asignatura en la Escuela Universitaria de Estudios Empresariales, en la que se jubiló después de más de 40 años de docencia, contagiando a muchas promociones su pasión por la auditoría. Le fue reconocida su labor por su autoridad intelectual en pro de los estudios mercantiles con la concesión de la Medalla de Plata de la Universidad de Barcelona. La Escuela de Administración de Empresas de Barcelona le nombró Profesor Titular de Auditoría Financiera ( Rama Alta Dirección Financiera de la Empresa), para los cursos académicos de 1973 a 1977, cargo docente que por un exceso de trabajo tuvo que abandonar en esta prestigiosa escuela de negocios.

### Actividades profesionales
Paralelamente a sus actividades ejecutivas en la OJD, Ramón Poch fue creador y socio, junto con Roberto García Cairó de la firma independiente de auditoría García Cairó & Poch, Auditores S.L. hasta su fusión con Pleta Auditores, S.L.P. en diciembre de 2005. Esta última le nombró presidente de Honor el 25 de mayo de 2010.

### Actividades institucionales
Exsecretario general del Capítulo Español de la SIEC-ISBE (Societè Internationale pour l'Enseignement Comercial), con sede en Ginebra (Suiza). Ha formado parte de numerosos Consejos de Administración, Comités y Patronatos, destacando: La Agrupación Mutua del Comercio y la Industria y el Banco de la Pequeña y Mediana Empresa (y también de sus filiales). De ambas entidades fue Presidente de las comisiones de auditoría. 
En el área de gestión deportiva, es vocal de la Comisión de Control i Transparència del Fútbol Club Barcelona (2011).
En febrero de 2004 comunicó la renuncia como consejero y presidente de la AMCI y del BPME por su deficiente control interno. Los acontecimientos posteriores confirmaron las sospechas de una gestión inadecuada.
Miembro de Honor del Consejo Superior Europeo de Doctores (2014).

## Academias

### Real Academia de Ciencias Económicas y Financieras
En 1997 Ramón Poch Torres ingresó como académico de número en la Real Academia de Ciencias Económicas y Financieras de España. El presidente de la Real Corporación Mario Pifarré Riera, tomó juramento y le impuso la medalla n.º 2. Secretario de la Sección 2.ª (Técnica Económico-Contable y Financiera) y Vocal de la Comisión de Publicaciones. En 2008 fue nombrado miembro de la Junta de Gobierno, en calidad de Bibliotecario. En 2009 fue reelegido para el mismo cargo. Hay que destacar el impulso que ha tenido la biblioteca, la mejora en la presentación de las publicaciones y muy especialmente los nuevos medios electrónicos, con nuevo diseño y amplio contenido informativo de la página web corporativa. Su labor académica en la Real Academia de Ciencias Económicas y Financieras puede seguirse, bien a través de su participación en la mayor parte de las sesiones académicas tanto en el ámbito nacional (Madrid, Bilbao, Santiago de Compostela, Barcelona, etc.) como en el campo internacional (Marruecos, Túnez, Italia, Montenegro, Bélgica, Jordania, República de Sprska, Finlandia, etc.) como en las sesiones necrológicas de su amigo y compañero Roberto García Cairó y de otros académicos fallecidos (Antonio Goxens Duch, Josep Mª Codony, etc.)

### Reial Acadèmia de Doctors
El 16 de junio de 2010 tuvo lugar la sesión de Ramón Poch en la Reial Academia de Doctors de Catalunya presidida por Josep Casajuana, que después de tomar juramento al recipiendario, le impuso la medalla que le acredita como académico de número. Con el ingreso de Ramón Poch, jurista de la nueva escuela española autonomista del derecho contable, se podría decir que el Derecho Contable se ha incorporado como entidad propia en la Academia o, mejor aún, que la Academia ha entrado en el Derecho Contable.

## Obra
Incansable trabajador y perfeccionista al límite, la actividad investigadora de Ramón Poch ha sido un referente en los campos de acción convergentes en la gestión empresarial y coherentes con sus estudios de economía y derecho: el control interno y el derecho contable.

### El control interno
Pionero en España en el estudio del Control Interno empresarial, base de su tesis para la obtención del Doctorado en Ciencias Económicas y Empresariales, en la Universidad de Barcelona con el título El Control Interno en la Empresa. Tras la lectura el 12 de enero de 1988, el Tribunal, presidido por el Dr. Roberto García Cairó le otorgó la máxima calificación de sobresaliente cum laude. El proceso de investigación en el campo del control interno ha sido una constante en la poliédrica actividad de Ramón Poch. Así y a título de ejemplo, puede citarse que una recreación de su tesis doctoral con el lema Manual de Control Interno fue presentada al Premio EADA 1988, siendo elegida por el jurado. Un total de cuatro ediciones, actualizadas y ampliadas, y fueron guías imprescindibles en las primeras promociones de auditores- censores jurados de cuentas, cuyo Instituto la incluyó como texto oficial-con otras obras del autor- en su Colección de Cursos de la Escuela de Auditoría del IACJCE para difusión de una temática fundamental en la preparación de la profesión.
La evolución del control interno ha sido inquebrantable en su implementación en las áreas empresariales. Numerosos artículos, conferencias y seminarios así lo confirman. Son de destacar las siguientes obras: El control interno como instrumento del circuito informativo de la contabilidad: de las teorías clásicas a los paradigmas instalados en el caos y la incertidumbre (II Premio para Trabajos Cortos de Investigación Contable Carlos Cubillo Valverde del Instituto de Contabilidad y Auditoría de Cuentas-1999); El control interno en la empresa sistémica del siglo XXI (de la obra colectiva De Computis et scripturis-2003).
El amplio abanico que el control interno puede ofrecer en la gestión empresarial permite seguir investigando con nuevas aplicaciones: el control interno matricial, poliédrico, en situaciones borrosas y un largo etcétera esperan soluciones que saldrán en un futuro de la escuela que un lejano día inició el profesor Poch como una declaración programática, anticipándose a la realidad actual.

### El control de riesgos
El control y la gestión de riesgos ha sido también otro de los ámbitos en los que el Dr. Ramón Poch ha trabajado en los últimos años, diseñando los circuitos para detectar, analizar y minimizar los más de 300 riesgos potenciales que acechan a las empresas y creando en España una cultura del riesgo, que sigue las directrices marcadas en su día por Ulrich Beck y Zygmunt Bauman.
La obra básica en esta temática es "Gestión y control de riesgos empresariales" publicada en 2015, un manual sobre procedimientos de control interno aplicados en el área de riesgos, imprescindible para empresarios y consultores.

### El derecho contable
Otro de los centros de estudio defendidos es su aportación a la fundación de la escuela española del Derecho Contable autónomo del Derecho Mercantil, iniciada y defendida en nuestro país por el profesor J.Mª Fernández Pirla, (ver Una aportación a la construcción del Derecho Contable, obra publicada por el Instituto de Planificación Contable en 1986 y El hecho contable y el derecho, discurso de ingreso en la Real Academia de Ciencias Económicas y Financieras en 1983).
El Derecho Contable en la España Comunitaria es el título de la tesis para la obtención del doctorado que Ramón Poch obtuvo en enero de 1993 con la calificación de sobresaliente cum laude, en la Facultad de Derecho de la Universidad de Barcelona. El interés de su contenido en el ámbito docente motivó que la Escuela de Administración de Empresas (EAE) de Barcelona editara en 1994 un libro adaptado a las necesidades universitarias, con el título Manual de Derecho Contable. La Escuela de Auditoría del Instituto de Auditores-Censores Jurados de Cuentas, publicó en 1997 una edición especial para los cursos de preparación de acceso a la profesión de auditor-censor jurado de cuentas.
Con la autonomía del Derecho Contable como rama del Derecho Mercantil se pone de manifiesto que la juridificación de la Contabilidad es un proceso necesario, de inevitable elaboración conceptual e irreversible. La aportación pionera de Ramón Poch a favor del Derecho Contable autónomo representa un signo de vitalidad al dar a la Contabilidad un contenido normativo de su potencialidad jurídica apto para traducirse en reglas de comportamiento social. El hecho contable y su normativa no renunciarán a su particularidad, aunque guarden respetuosas diferencias con las disciplinas afines. Las nuevas corrientes conceptuales, planteadas en la filosofía de las temáticas no concluidas suministrarán las claves para instalar el Derecho Contable en una línea de reflexión de enorme trascendencia teórica y práctica en el siglo XXI.

### Libros publicados
Publicó gran cantidad de libros, de los que se destacan los siguientes títulos:
- La Censura de Cuentas.-Editorial Hispano Europea, S.A. Barcelona (4 ediciones).
- Manual de Control Interno: los circuitos informativos en la administración empresarial. Ediciones Gestió 2000. Barcelona (4 ediciones).
- Manual de Derecho Contable. Escuela de Administración de Empresas (EAE). Barcelona.-1994
- El sistema contable en la empresa española: de la contabilidad fiscal al derecho contable a través de la imagen fiel. (Discurso de ingreso en la Real Academia de Ciencias Económicas y Financieras) Barcelona.-1997.
- Manual de Derecho Contable. Escuela de Auditoría del Instituto de Auditores-Censores Jurados de Cuentas de España. Madrid.-1997.
- Manual de Control Interno.- Escuela de Auditoría del Instituto de Auditores-Censores Jurados de Cuentas de España.- Madrid.-1998.
- Gestió del control intern de riscos en l’empresa postmoderna: àmbits econòmic i jurídic. (Discurso de ingreso en la Reial Acadèmia de Doctors de Catalunya) Barcelona-2010.

#### Obras colectivas publicadas
- Como controlar la rentabilidad de una empresa de Guy Bouchet; Anotaciones y Apéndice II.- Barcelona-1963.
- Evaluación del Control Interno, en RT-Instituto de Censores Jurados de Cuentas de España. Madrid-1987
- Asociacionismo económico y mercado. Publicacions de la Universidad de Barcelona.- Barcelona.-1988.
- El control interno como instrumento del circuito informativo de la contabilidad: de las teorías clásicas a los paradigmas instalados en el caos y la incertidumbre. (Con Mª. Dolores y Ramón Poch Vilaplana). ICAC. Madrid.-1999.
- El control interno en la empresa sistémica del siglo XXI. De la obra colectiva “De computis et scripturis”, estudios en homenaje al Dr. Mario Pifarré Riera. R.A.C.E.F.-Barcelona.-2003.
- La nueva gestión estratégica en la economía globalizada. De la obra colectiva:”El Geógrafo”.Col.lecció homenatges: Dr. Luis Pérez Pardo. Universidad de Barcelona.-Barcelona.-2005.
- Otros elementos a considerar en la Comunicación. De la obra colectiva “La Responsabilidad Social de la Empresa (RSE)” RACEF, Barcelona-2007.
- Riesgo-país (Mediterráneo): una aproximación a la fractura socioeconómica. De la obra colectiva “El Futuro del Mediterráneo- Solemne Sesión Académica en Montenegro”. RACEF, Barcelona-2009.
- Reflexiones (de la A a la Zeta) sobre el impacto de la turbulencia económica en el futuro escenario deporte-televisión. De la obra colectiva ”Marketing, Finanzas y Gestión del Deporte” RACEF, Barcelona-2010.
- El futuro de la Sociedad del Conocimiento: la brecha digital en el área mediterránea. De la obra colectiva  "El papel del mundo académico en la sociedad del futuro". Solemne Sesión Académica en Banja Luka. RACEF.- Barcelona.- 2011.
- Nuevos modelos en la gestión estratégica empresarial del conocimiento. Publicado en los "Anales del curso académico 2011-2012 de la Real Academia de Ciencias Económicas y Financieras".- 2012.
- Risk Management in Sports Sponsorship. De la obra colectiva "Decision Making and Knowledge Decision Support Systems". Springer, 2015.
- Gestión y control de riesgos empresariales (en colaboración con Mª Dolores Poch Vilaplana). Furtwangen Editores, 2015.

### Artículos publicados en prensa
La publicación de artículos en prensa se divide en dos períodos perfectamente diferenciados, los 40 años como máximo responsable técnico de la OJD.
Su labor como directivo de la OJD (control de difusión de los medios de comunicación) y por una cuestión de ética personal y evitar entrar en un eventual conflicto de intereses, deja de publicar sus habituales colaboraciones (más de 200 artículos) sobre temas de economía de empresa, contabilidad, fiscalidad, control de gestión, etc. que había iniciado en un lejano 1958. Las principales revistas especializadas en economía y empresarial en las que colaboró en esta primera etapa eran: Tesón; Cataluña Económica; Ventas; Idea; Ideas Técnicas; Revista Técnica del Instituto de Censores Jurados de Cuentas de España, etc.
El segundo ciclo coincide con su jubilación en la OJD y eliminadas las barreras deontológicas que se auto impuso, reemprende su colaboración en las secciones de economía y finanzas de la prensa diaria, en el periódico Ultima Hora y en el semanario El Económico, los de mayor difusión y audiencia en las Islas Baleares, en las que aporta, entre otras, temáticas como: gestión empresarial; contabilidad-fiscalidad; sociedad de la información: globalización, buen gobierno, etc.

## Distinciones
- Premio de la Societat Economica Barcelonesa d'Amics del País (año 1968) al mejor trabajo sobre economía aplicada.
- Premio Pedro Prat Gaballí (año 1969) otorgado por la Editorial Hispano Europea, al mejor trabajo sobre organización de empresas.
- Obra finalista en el Premio “Antonio Rodríguez Sastre-1970 “, por “El Control Interno en la Empresa”, del Instituto de Censores Jurados de Cuentas de España.
- Premio Auditor del Año (1986), otorgado por el Colegio de Censores Jurados de Cuentas de Cataluña.
- Premio EADA-88 (año 1988), al mejor trabajo a la investigación y desarrollo de la Gestión Empresarial, otorgado por la escuela de negocios EADA, de Barcelona.
- Premio “Carlos Cubillo Valverde”, al mejor trabajo corto de investigación contable (en colaboración con Mª. Dolores y Ramón Poch Vilaplana), del Instituto de Contabilidad y Auditoría de Cuentas. (ICAC).Madrid. l999.
- Medalla de Plata la Universidad de Barcelona. (2005)
- Premio a la Trayectoria Profesional (2008), otorgado por la Associació Catalana de Comptabilitat i Direcció (ACCID)